# Асаад Ал-Каміл (нафтогазоконденсатне родовище)
Асаад Ал-Каміл — нафтогазоконденсатне родовище у єменській мухафазі (провінції) Маріб. Розташоване на схід від великого нафтогазоконденсатного родовища Аліф.

## Характеристика
Відкрите у 1988 році в блоці Marib-Jawf консорціумом у складі американських Hunt Oil (51 %) та Exxon (49 %). Поклади вуглеводнів знайдено у підсольових відкладеннях юрського періоду. Колектори — пісковики.
У відповідності до економічної доцільності та вимог уряду Ємену попутний газ, великі кількості якого видобувались на першому етапі розробки разом з нафтою, підлягав закачуванню назад у пласт. Тому за кілька років після початку розробки родовища, яке стартувало вже у 1990-му, тут спорудили потужну установку підготовки газу. Остання могла обробляти до 13 млн м³ на добу, вилучаючи перед повторним закачуванням в резервуар конденсат та частину пропан-бутанової фракції.
Після розроблення основної частини нафтових запасів та запуску у 2009 році заводу із виробництва зрідженого природного газу Ємен ЗПГ Асаад Ал-Каміл стало одним з основних джерел для цього підприємства.
Видобувні запаси родовища оцінювались у 140 млн барелів рідких вуглеводнів та 76 млрд м³ газу.